# 히브리어 성경

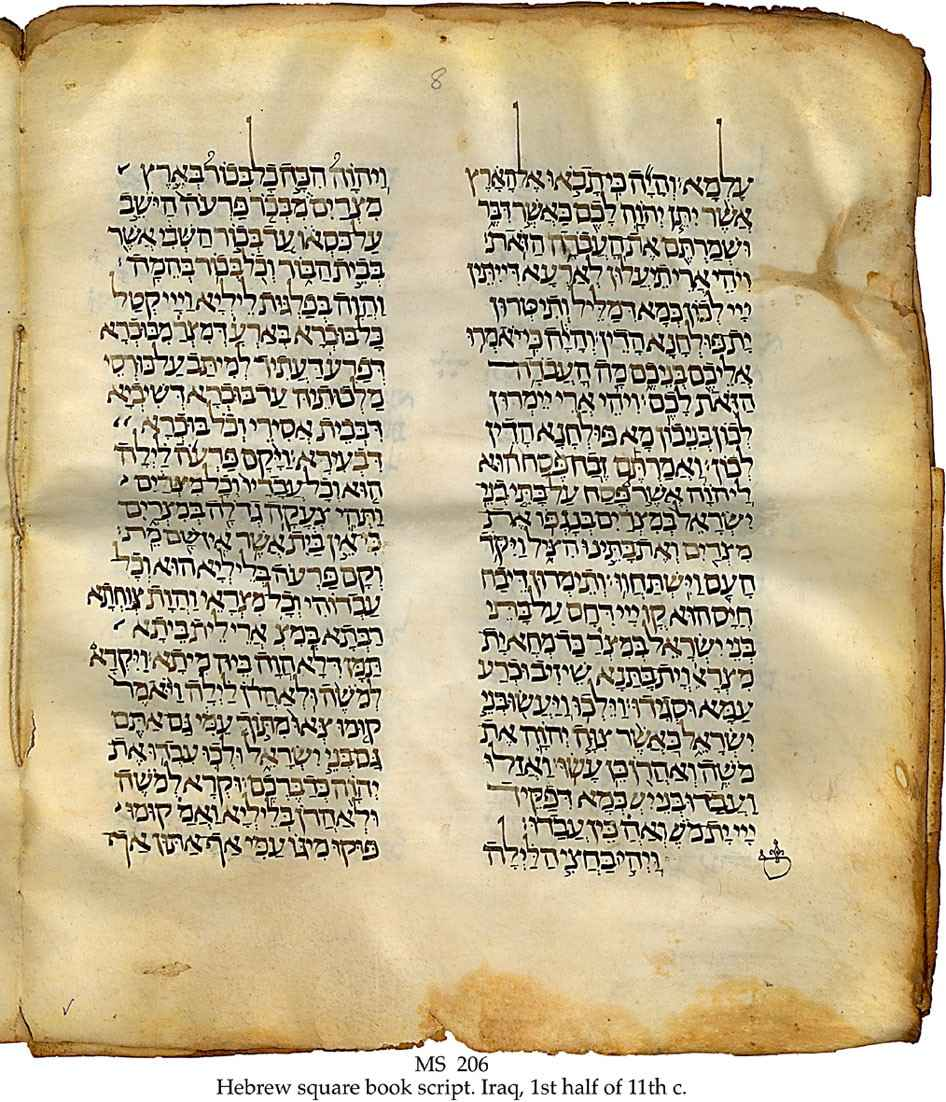
11세기 아람어 탈굼의 히브리어 성경 필사본

히브리어 성경(히브리어: תנ"ך, 즉 히브리어: תורה נביאים כתובים) 또는 히브리 성경은 성경 아람어와 더불어 본래 성경 히브리어로 대부분 기록된 유대교의 성경, 타나크, 또는 기독교의 구약성경을 가리키는 용어이다.
유대교와 사마리아교의 여러 분파에서는 제2성전 유대교에서 사용된 기원전 3세기 칠십인역 본문, 시리아 페시타, 사마리아 오경, 사해 두루마리, 그리고 가장 최근에는 10세기 중세 마소라 본문을 포함하여 서로 다른 버전의 정경을 유지해 왔다. 현재 랍비 유대교에서 사용되는 마소라 학자들이 편집한 텍스트이다. "히브리어 성경" 또는 "히브리어 정경"이라는 용어는 마소라 본문과 자주 혼동된다. 그러나 이것은 중세 버전이며 역사 전반에 걸쳐 다양한 유형의 유대교에서 권위 있는 것으로 간주되는 여러 텍스트 중 하나이다. 마소라 본문의 현재 판은 대부분 성서 히브리어로 되어 있으며, 몇 구절은 성서 아람어(다니엘서와 에스라서, 에레미야 10:11절)로 되어 있다.
랍비 유대교에서 사용되는 현대 히브리어 성경의 권위 있는 형태는 마소라 본문(서기 7~10세기)으로, 장과 페수킴(절)으로 구분된 24권의 책으로 구성되어 있다. 히브리어 성경은 두 번째 성전 시대에 유대인들이 어떤 종교적 텍스트가 신성한 기원인지 결정하면서 발전했다. 중세 초기의 유대인 서기관과 학자들이 편찬한 마소라 본문은 그들이 권위 있다고 여겼던 히브리어와 아람어 24권으로 구성되어 있다.
알렉산드리아의 그리스화 그리스어를 사용하는 유대인들은 "70인역"이라고 불리는 히브리어 성경의 그리스어 번역본을 제작했는데, 여기에는 나중에 외경으로 확인된 책들이 포함되어 있었으며, 사마리아인들은 그들만의 토라 판인 사마리아 오경을 제작했다. 네덜란드-이스라엘 성서학자이자 언어학자이자 예루살렘 히브리 대학의 성서 연구 교수인 에마누엘 토브(Emanuel Tov)에 따르면, 이 두 고대 히브리어 성서 판은 중세 마소라 본문과 상당히 다르다고 한다.
마소라 본문 외에도 히브리어 성경의 역사를 이해하려는 현대 성서학자들은 다양한 자료를 사용한다. 여기에는 칠십인역, 시리아어 페시타 번역, 사마리아 오경, 사해 두루마리 모음집, 랍비 사본의 인용문이 포함된다. 이러한 출처는 어떤 경우에는 마소라 본문보다 오래되었을 수 있으며 종종 그것과 다르다. 이러한 차이점으로 인해 또 다른 본문인 히브리어 성경의 원문(Urtext)이 한때 존재했으며 오늘날 존재하는 번역본의 원천이라는 이론이 탄생했다. 그러나 그러한 원문은 발견되지 않았으며 일반적으로 알려진 세 가지 번역본(Septuagint, Masoretic Text, Samaritan Pentateuch) 중 어느 것이 원문에 가장 가까운지는 논쟁의 여지가 있다.
히브리어 성경과 기독교 구약성서 사이에는 많은 유사점이 있다. 개신교 구약성서는 히브리어 성경과 동일한 책을 갖고 있지만 책의 순서는 다르다. 로마 카톨릭, 동방 정교회, 동방 정교회에는 히브리어 성경에는 포함되지 않은 신명기 책이 포함되어 있다.

## 거룩한 책
카린 쇠플린(Karin Schöpflin)이 말했듯이, 히브리 성경은 "역사적으로 성장해 왔다. 특정 시점에 유대교 신앙 공동체에 구속력 있는 [...] 정경이 확립되었다."

### 유대교의 타나크
유대교에서는 보통 히브리어 성경을 "타나크" (Tanakh 또는 TaNaKh) 또는 "미크라"(Mikra)라고 부르는데, 타나크는 토라 (율법), 네비임 (예언서), 그리고 케투빔(성문서)의 세 히브리어 이름에서 각각 첫 글자를 따서 지어졌고, 미크라는 히브리 성경이 미쉬나( = "구전 토라")와 달리 "기록된 토라"(קרא, 카라)라는 것을 나타내기 위해 사용되었다. 간혹, 히브리어로 5를 뜻하는 "추마쉬"(Chumash)로 불려지기도 한다. 네비임이 케투빔 뒤에, 그러니까 TaKaN(타칸)의 셋째 자리에 오는 경우도 있다. 네비임과 케투빔 각각 그 안에서 책들의 순서는 바뀔 수 있었다.

#### 타나크의 구조
오늘날 타나크는 일반적으로 39권의 책이 수록된 것으로 여겨진다. 에스라 4서(14:42ff.)에 따르면, 히브리 성경은 24권으로 이루어져 있다 (사무엘기, 열왕기, 역대기, 에스라기-느헤미야서, 소예언서는 각각 한 권의 책들로 여겨진다). 요세푸스는 (사사기, 룻기, 예레미야서, 애가도 하나의 책으로 통합해) 22권의 히브리 성경을 언급했다 (Contra Apionem I, 8). 이 22와 24는 온전성을 강조하는데, 22는 히브리 알파벳의 개수이고 24는 열두 지파의 수에 2를 곱한 것이다. 탈무드(야다임 3:5)에 따르면, 100년 경에 72명의 장로가 논란이 되었던 (그리고 아직까지도 논란이 되고 있는) 두 책인 아가서와 전도서를 정경으로 선포했다고 전해진다.
| 타나크 | 타나크 | 타나크                               | 타나크                               |
| --- | --- | ------------------------------------ | ------------------------------------ |
| 타나크와 토라의 시작, 창 1:1: "한처음에 하느님께서 하늘과 땅을 지어내셨다." (RCTB) | |                                      |                                      |
| 토라 (율법) | 창세기 출애굽기 레위기 민수기 신명기 | 창세기 출애굽기 레위기 민수기 신명기 | 창세기 출애굽기 레위기 민수기 신명기 |
| 토라 (율법) | 토라의 끝, 신 34:10ff: "그 후로 이스라엘에는 두 번 다시 모세와 같은 예언자, 주님과 얼굴을 마주보면서 사귀는 사람은 태어나지 않았다. 모세가 주님의 사명을 띠고 이집트 땅으로 가서 파라오와 그의 신하들과 그의 온 땅에 행한 것과 같은 온갖 기적과 표적을 행한 사람은 다시 없었다. 모세처럼 강한 손으로 그토록 크고 두려운 일을 온 이스라엘 백성의 눈앞에서 이루어 보인 사람은 다시 없었다." (RCTB) |                                      |                                      |
| 네비임 (예언서) | 여호수아기 판관기 사무엘기 상 사무엘기 하 열왕기 상 열왕기 하 | 전기 예언서                          | 전기 예언서                          |
| 네비임 (예언서) | 이사야서 예레미야서 에제키엘서 | 대예언서                             | 후기 예언서                          |
| 네비임 (예언서) | 호세아서 요엘서 아모스서 오바디야서 요나서 미가서 나훔서 하바꾹서 스바니야서 하깨서 즈가리야서 말라기서 | 소예언서                             | 후기 예언서                          |
| 네비임 (예언서) | 네비임의 끝, 말 4:4ff. 또는 3:22ff: "너희는 내가 호렙 산에서 나의 종 모세를 시켜 온 이스라엘에게 내린 법과 규정과 계명을 되새기도록 하여라. 이 야훼가 나타날 날, 그 무서운 날을 앞두고 내가 틀림없이 예언자 엘리야를 너희에게 보내리니, 엘리야가 어른들의 마음을 자식들에게, 자식들의 마음을 어른들에게 돌려 화목하게 하리라. 그래야 내가 와서 세상을 모조리 쳐부수지 아니하리라." (RCTB)        |                                      |                                      |
| 케투빔 (성문서) | 시편 욥기 잠언 | 시편 욥기 잠언                       | 시편 욥기 잠언                       |
| 케투빔 (성문서) | 룻기 아가 전도서 애가 에스델기 | 메길롯                               | 메길롯                               |
| 케투빔 (성문서) | 다니엘서 에즈라기 느헤미야기 역대기 상 역대기 하 |                                      |                                      |
| 타나크와 케투빔의 끝, 역대하 36:22f: "페르시아 황제 고레스 제일년이었다. 주님께서는 일찍이 예레미야를 시켜 하신 말씀을 이루시려고 페르시아 황제 고레스의 마음을 움직이셨다. 그래서 고레스는 아래와 같은 칙령을 내리고 그것을 적은 칙서를 전국에 돌렸다. "페르시아 황제 고레스의 칙령이다. 하늘을 내신 하느님 주님께서는 세상 모든 나라를 나에게 맡기셨다. 그리고 유다 나라 예루살렘에 당신의 성전을 지을 임무를 나에게 지워주셨다. 그 하느님 주님께서 너희 가운데 있는 당신의 모든 백성과 함께 하시기를 빈다. 누구든지 원하는 자는 돌아가라." " (RCTB) | |                                      |                                      |

## 같이 보기
- 고대 히브리 문자

- 토라
- 마소라 사본
- 타나크
- 613 계명
- 미크라옷 그돌롯